# Монтенегро, Леонардо
Леона́рдо Монтене́гро Си́льва (исп. Leonardo Montenegro Silva; род. 22 марта 2005, Тринидад) — боливийский футболист, защитник клуба «Сан-Антонио Було».

## Клубная карьера
Монтенегро — воспитанник клуба «Гран Маморе». 7 мая 2023 года в матче против «Рояль Пари» он дебютировал в боливийской Примеры. В 2024 году Монтенегро перешёл в «Сан-Антонио Було». 6 апреля в матче против «Стронгест» он дебютировал за новую команду. 18 сентября в поединке против «Олвейс Реди» Леонардо забил свой первый гол за «Сан-Антонио Було». 

## Международная карьера
В 2025 году Монтенегро в составе молодёжной сборной Боливии принял участие в молодёжном чемпионате Южной Америки в Венесуэле. На турнире он сыграл в матчах против команд  Аргентины и Колумбии.